# La Feuillie (Manica)
La Feuillie è un comune francese di 299 abitanti situato nel dipartimento della Manica nella regione della Normandia.

## Società

### Evoluzione demografica
Abitanti censiti